# 梅伊別爾島
梅伊別爾島是俄羅斯的島嶼，屬於法蘭士約瑟夫地群島的一部分，位於布留斯島西南4公里，由阿爾漢格爾斯克州負責管轄，面積55平方公里，最高點海拔高度356米。